# Mouvement démocrate
Mouvement démocrate (MoDem) er et fransk politisk parti.
Direkte oversat til dansk betyder partinavnet: Den demokratiske bevægelse. Partiet er grundlagt i 2007 af François Bayrou, som et udbryderparti fra det tidligere UDF-parti. Partiets program indeholder elementer af:
- Centrisme
- Socialliberalisme
- Europæisk føderalisme
- Progressivisme

## Ekstern henvisning
- Partiets hjemmeside (fransk)